# میخائیل کوزمین
میخائیل آلکسییویچ کوزمین (به روسی: Михаи́л Алексе́евич Кузми́н) شاعر، نویسنده، نمایشنامه‌نویس و منتقد اهل روسیه است. کوزمین در سال ۱۸۷۵ در شهر یاروسلاول متولد شد و به سال ۱۹۳۶ در لنینگراد درگذشت. از آثار او می‌توان به سرودهای اسکندریه (۱۹۰۸) و شامگاه‌های غیرزمینی(۱۹۲۳) اشاره کرد.